# Strada Piotrkowska
Strada Piotrkowska (în poloneză Ulica Piotrkowska) este strada principală a orașului Łódź, având o lungime de 4,9 km. Leagă Piața Libertății (Plac Wolności) și Piața Independenței (Plac Niepodleglości). Este una dintre atracțiile turistice principale ale orașului.  Încă de la început, această stradă a fost axa principală a orașului, acesta dezvoltându-se din ce în ce mai mult în jurul ei. Astfel, strada Piotrkowska a devenit centrul orașului Łódź. Inițial, această stradă a fost doar o cale de trecere, ulterior apărând și centre comerciale.  Strada a fost afectată considerabil de Al Doilea Război Mondial. După anul 1990, a fost reconstruită.

## Istoria Străzii Piotrkowska
Inițial, această stradă lega Tribunalul Piotrków de Zgierz. În anul 1821, Rajmund Rembieliński, președintele Comisiei Provinciei Mazovia (Komisja Województwa Mazowieckie) a inițiat anumite reglementări în ceea ce privea dezvoltarea clădirilor. Această regiune a fost numită "Orașul Nou", fiind situată la sud de zona veche a orașului Łódź.

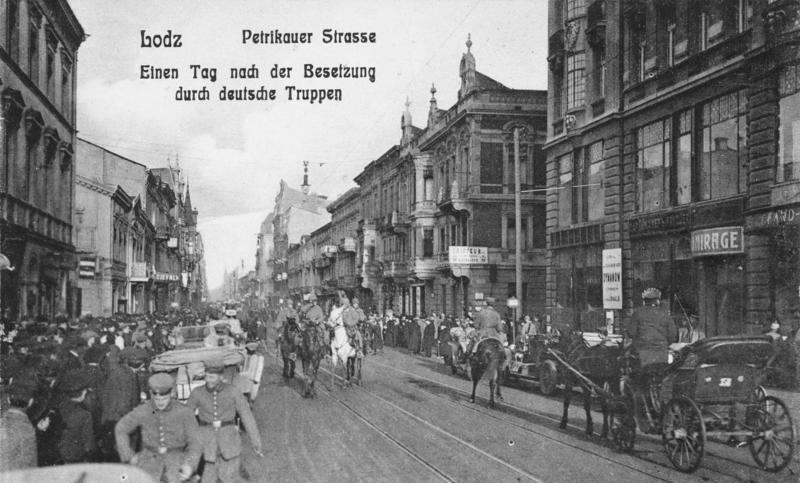
Strada Piotrkowska în anul 1914

Pe planul "Orașului Nou", această stradă era marcată, de o parte și de cealaltă a ei aflându-se terenuri cu o suprafață de 17,5–21 m, ce urmau să fie alocate meșteșugarilor. Pe aceste terenuri s-au construit clădiri standard: un atelier, spre stradă, iar restul terenului era folosit ca o "grădină".  La început, în jurul anilor 1815, numele de Strada Piotrkowska era folosit pentru a descrie drumul ce unea cele două piețe, pe când partea de sud (Strada Piotrkowska din prezent) nu avea un nume. Acest lucru dă de înțeles că Strada Piotrkowska era locul în care se desfășura comerțul orașului. Prin faptul că Strada Piotrkowska avea această funcție economică se explică de ce în acest oraș nu s-a dezvoltat un centru clasic, cu o piață situată central, în jurul căreia să apară din ce în ce mai multe centre comerciale și instituții publice.

## Renovarea străzii
Înainte de anul 1990, Strada Piotrkowska nu se deosebea cu mult de celelalte străzi, deși avea importanța cea mai mare.  După cel Al Doilea Război Mondial, au existat anumite planuri de a schimba strada într-o zonă pentru pietoni, însă acestea au avut ca rezultat doar mutarea tramvaielor pe o Promenadă paralelă (astăzi, Strada Kościuszki). Înainte de această schimbare, Promenada avea rolul unei străzi pentru pietoni. În mijlocul ei, se afla un spațiu verde cu o suprafață mare, care a fost transformat în traseu pentru tramvai.
Pentru schimbarea Străzii Piotrkowska într-o zonă pietonală nu se luau cu adevărat măsuri, deși această idee mai revenea din când în când printre proiectele politice. Primul pas a fost interzicerea parcării și introducerea semnelor de circulație ce îi indicau șoferului că trebuie să întoarcă, la fiecare intersecție de la Strada Mickiewicz până la Piața Independenței.
Între anii 1945-1990, strada a suferit o degradare treptată. Până în 1975, autoritățile acelei perioade nu vedeau clădirile străzii respective ca monumente istorice. Câteva dintre aceste clădiri au fost distruse, în locul lor construindu-se, de obicei într-un stil internațional,centre comerciale sau birouri pentru funcționari. Chiar și în anii '80, elementele decorative ale fațadelor, periculoase pentru trecători, erau date jos, cu toate că deja se începuse renovarea anumitor clădiri.

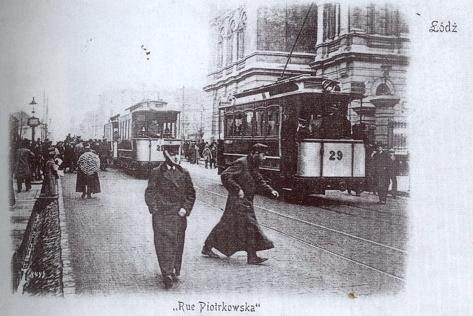
Strada Piotrkowska

Înfățișarea Străzii Piotrkowska s-a schimbat abia după 1990, când, la inițiativa arhitectului Marek Janiak, membrii grupului artistic Łódź Kaliska, au înființat Fundația Străzii Piotrkowska. Această fundație urmărea renovarea străzii și transformarea ei într-o zonă pietonală. Prima zonă în care s-a interzis accesul mașinilor a fost cea dintre Strada Piłsudski și Strada Tuwim. Pentru renovarea acestei părți, s-au folosit elemente colorate, diverse. Această decizie a fost puternic criticată de istoricii de artă conservatori, care susțineau că porțiunea nu se potrivește cu înfățișarea generală a străzii.
Următoarele porțiuni ale străzii, spre Piața Libertății, au fost renovate și excluse din trafic între anii 1993-1997. Pavajul îl imita pe cel vechi, iar clădirile au fost îmbogățite cu variate elemente decorative. Fiecare porțiune, totuși, avea un alt pavaj, iar clădirile erau decorate în stiluri diferite, fapt ce a atras din nou critici.
Încă înainte ca ultima porțiune a străzii să fie renovată, porțiune ce trebuia să devină zonă pietonală, pavajul primei părți era deja într-o stare de degradare. Începând cu anul 1995, pavajul a fost înlocuit treptat. Cu această ocazie, a fost construit Pomnik Łodzian Przełomu Tysiącleci.
Împreună cu renovarea Străzii Piotrkowska, au fost renovate și casele cu etaj sau micile palate, în care s-au deschis pub-uri, cafenele, magazine și restaurante. Inițial, au fost renovate doar fațadele, însă, odată cu creșterea popularității străzii și cu închirierea clădirilor, au fost renovate și curțile sau părțile din spatele caselor. Astăzi, majoritatea curților sunt pavate și folosite în scopuri comerciale.

## Strada Piotrkowska în prezent
În prezent, Strada Piotrkowska este cea mai aglomerată zonă a orașului Łódź. În apropierea ei se află cele mai importante instituții administrative, bănci, magazine și restaurante. Aici au loc majoritatea evenimentelor, strada fiind centrul cultural, politic, comercial al orașului Łódź.